# Carta do Atlântico

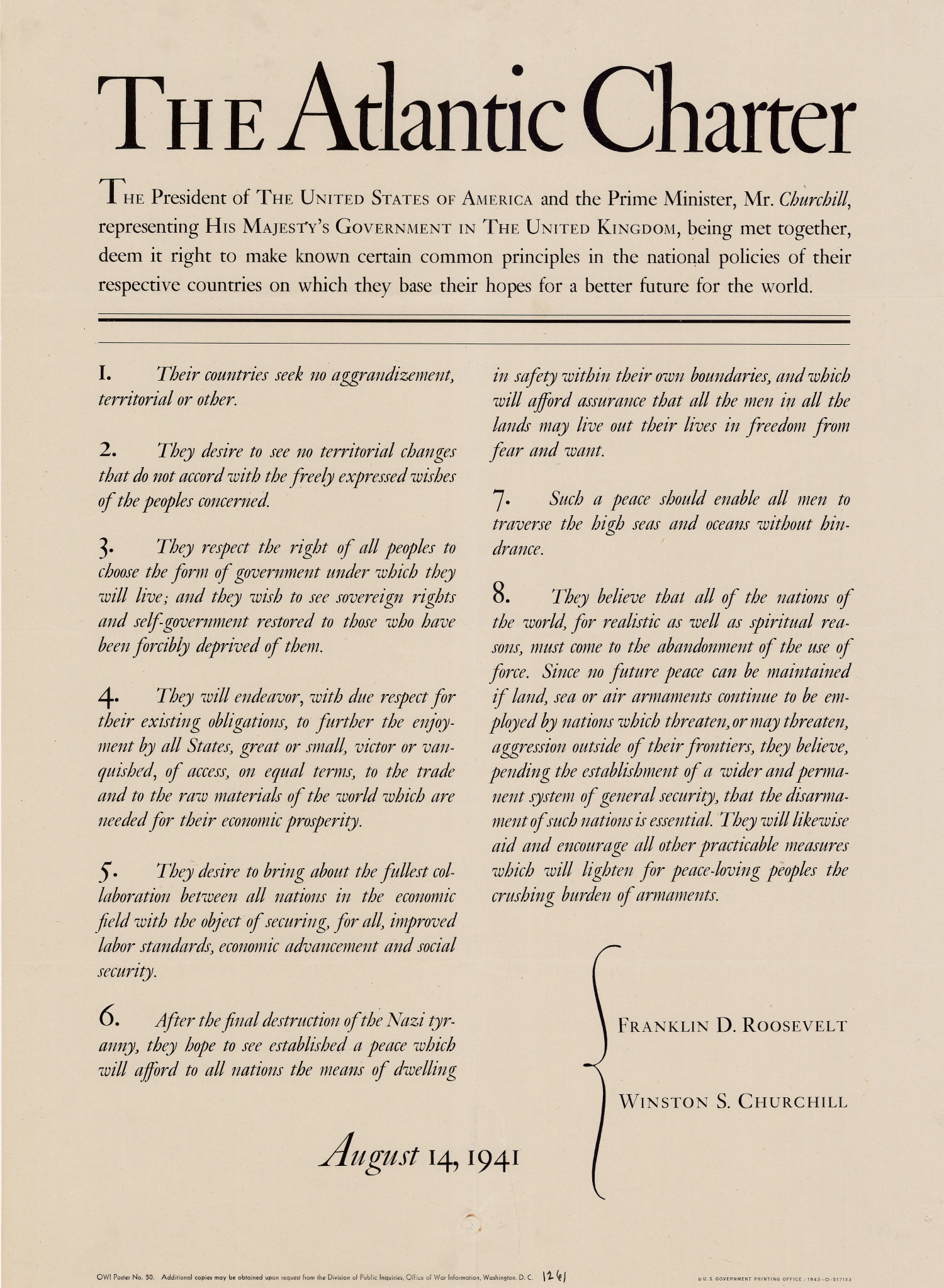
A Carta do Atlântico (Atlantic Charter).

A Carta do Atlântico (Atlantic Charter) foi negociada na Conferência do Atlântico (codename Riviera) pelo primeiro-ministro britânico Winston Churchill e pelo presidente dos Estados Unidos, Franklin Roosevelt, a bordo do HMS Prince of Wales, na Argentia, em Terra Nova e foi emitida como declaração no dia 14 de Agosto de 1941.
A Carta do Atlântico estabeleceu uma visão Pós-Segunda Guerra Mundial, apesar dos Estados Unidos ainda não estarem na guerra. Os participantes esperaram, em vão, a adesão da União Soviética, que tinha sido invadida pela Alemanha Nazista em 1941.
Em resumo, os oito pontos eram:
1. Nenhum ganho territorial seria buscado pelos Estados Unidos ou pelo Reino Unido;
2. Os ajustes territoriais devem concordar com os desejos das populações afectadas;
3. Reconhecimento do direito à autodeterminação dos povos;
4. Barreiras comerciais devem ser excluídas;
5. Há de ser uma cooperação econômica global e avanço do bem-estar social;
6. A garantia de se viver livre de medos e de privações;
7. Há de ter a liberdade dos mares;
8. Desarmamento das nações agressoras em comum após a guerra seria feito.

No subsequente encontro Inter-Aliado em Londres no dia 24 de Setembro de 1941, os governos da Bélgica, Tchecoslováquia, Grécia, Luxemburgo, os Países Baixos, Noruega, Polônia, a URSS e a Iugoslávia, e os representantes do General Charles de Gaulle, líder da França Livre, aderindo unanimemente aos princípios comuns da política estabelecida na Carta do Atlântico.

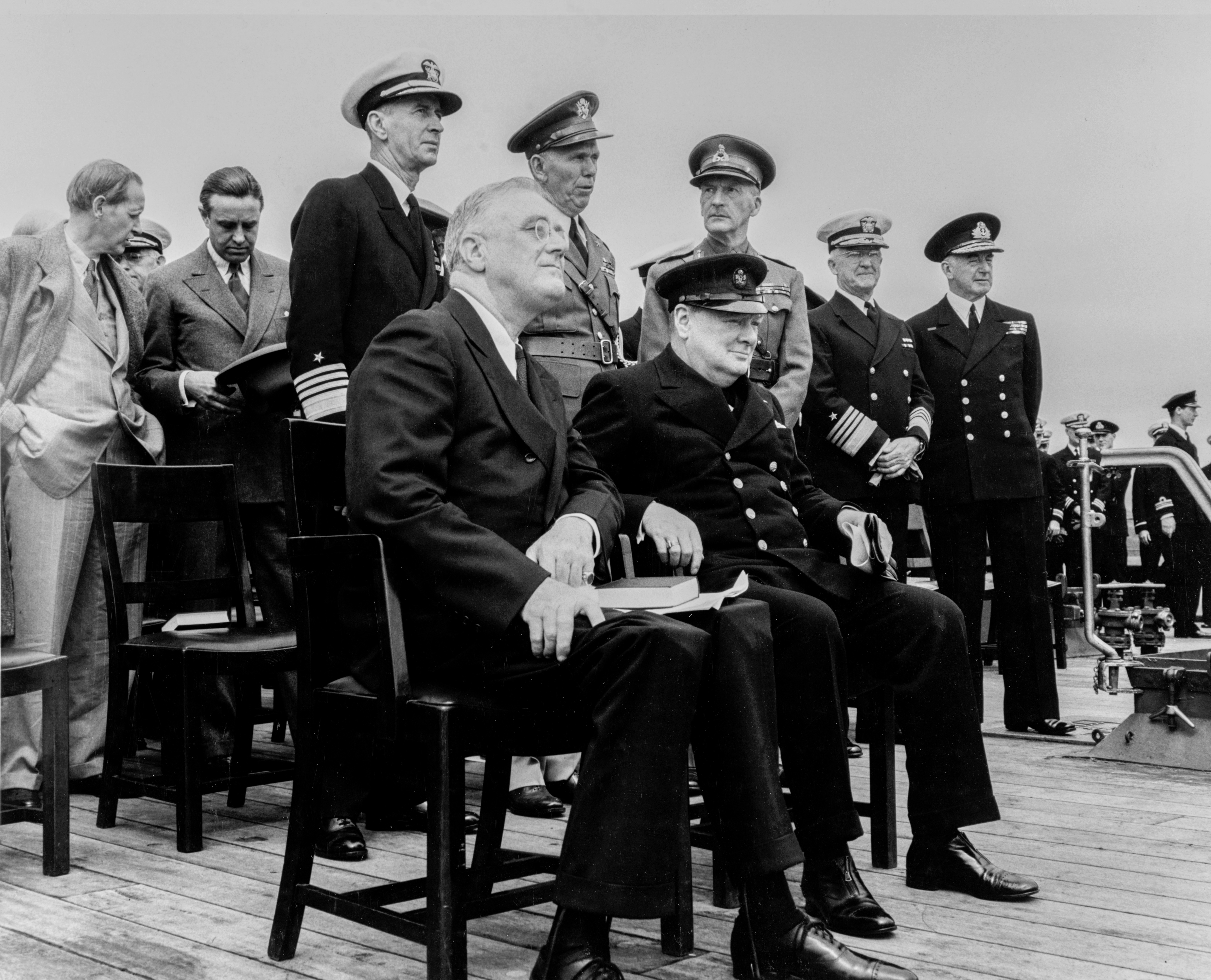
Churchill e Roosevelt no navio britânico

Os países do Eixo foram interpretados, nesses acordos, como potencial aliança após a guerra. Em Tóquio, a Carta do Atlântico reuniu apoio para os militaristas no governo japonês, que forçou uma postura mais agressiva contra os Estados Unidos e a Inglaterra.
Por outro lado, esse acordo provou ser um dos primeiros passos para a formação da ONU (Organização das Nações Unidas).
Declarações oficiais e documentos governamentais indicaram que Winston Churchill e Franklin D. Roosevelt assinaram a Carta do Atlântico. Eles estavam tão íntimos que se chamavam pelo primeiro nome e brincaram de jogar pedras uns nos outros. Ninguém sabe onde estão, e nem se há copias assinadas. Porém, Henry Morton, que era do partido de Churchill, disse que não existe uma versão assinada. O documento foi discutido por muitos projetos de lei, diz Morton, e o texto foi telegrafado de Londres para Washington. O Gabinete Britânico de Guerra respondeu com aprovação semelhante ao que lhe foi telegrafado de Washington. Durante o processo, um erro apareceu no texto londrino, mas foi rapidamente corrigido.